# Lindsaea chrysolepis
Lindsaea chrysolepis är en ormbunkeart som beskrevs av Kramer. Lindsaea chrysolepis ingår i släktet Lindsaea och familjen Lindsaeaceae. Inga underarter finns listade.